# Maryam Touzani
Maryam Touzani (Tánger, 18 de julio de 1980) es una documentalista, guionista, actriz y realizadora marroquí. En 2019 dirigió su primer largometraje, Adam en la que denuncia la situación de "ilegalidad" de las mujeres solteras embarazadas en Marruecos y la exclusión social de las viudas que no quieren volver a casarse.

## Biografía
Nació el 18 de julio de 1980 en Tánger y pasó su infancia en su ciudad natal antes de seguir sus estudios en Londres donde en 2003 se graduó en comunicación y periodismo. Tenía 23 años cuando regresó a su casa en Tánger. Empezó a trabajar en el periodismo cultural. En 2008 escribió el guion y dirigió un documental sobre el primer Día Nacional de las Mujeres en Marruecos.

### Trayectoria cinematográfica
En 2012, presentó su primer trabajo cinematográfico, el cortometraje de ficción Quand ils dorment. Obtuvo 17 premios, incluido el del Jurado Especial del Festival Internacional de Cine de Huesca, festival clasificatorio para los Oscar. Dos años después, en 2014, presentó el documental Sous Ma Peau Vieille sobre la prostitución en Marruecos. Un año más tarde trasladó la historia a guion cinematográfico en Much Loved  (2015) película dirigida por Nabil Ayouch.
A finales de 2015, realizó su segundo corto Aya va à la plage sobre la explotación de menores en el trabajo doméstico.
En 2017 fue colaboró con Nabil Ayouch en el guion de la película Razzia dirigida por Ayouch en la que también trabajó como actriz asumiendo uno de los papeles principales, 'Salima'.
En 2019, Touzani dio el salto a la dirección con el largometraje, Adam. La película fue seleccionada para el Festival de Cine de Cannes en la sección 'Un Certain Regard'. Compitió por el Queer Palm Award, y en el 12° Festival International du Film Francophone de Namur de Angoulême. Fue seleccionada por Marruecos como candidata como candidata a los Oscar para competir como Mejor película de habla no inglesa en los 92º Premios de la Academia, pero no fue nominada.
En el mismo año, se convirtió en miembro de la Academia de los Oscar.
En 2021 ha participado en el guion y diálogos de la película Haut et fort. Casablanca Beats dirigida por Nabil Ayouch que compitió en el Festival de Cannes 2021.

## Vida personal
Está casada con el cineasta franco-marroquí Nabil Ayouch con quien colabora habitualmente.

## Filmografía
| Año  | Película                       | Papel                | Género       | Árbitro. |
| ---- | ------------------------------ | -------------------- | ------------ | -------- |
| 2012 | Quand ils dorment              | Director, escritor   | Cortometraje |          |
| 2014 | Sous Ma Peau Vieille           | Director             | Documental   |          |
| 2015 | Aya va à la plage              | Director             | Cortometraje |          |
| 2015 | Viel geliebt                   | Guionista            | Largometraje |          |
| 2017 | Razzia                         | Guionista, actriz    | Largometraje |          |
| 2019 | Adán                           | Directora, guionista | Largometraje | [ 17 ]   |
| 2021 | Haut et fort. Casablanca Beats | Guionista - diálogos | Largometraje |          |